# Ингибиторы бета-лактамаз
Ингибиторы бета-лактамаз — вещества, которые ингибируют бета-лактамазы — группу бактериальных ферментов, разрушающих бета-лактамные антибиотики.

## История
В 1940 г.  у Escherichia coli был обнаружен фермент, расщепляющий пенициллин. С тех пор описано довольно большое число энзимов, в том или ином месте разрушающих бета-лактамное кольцо пенициллина и цефалоспоринов.

## Механизм развития резистентности бактерий к бета-лактамным антибиотикам
Основным механизмом развития резистентности бактерий к бета-лактамным антибиотикам является продукция ферментов бета-лактамаз, разрушающих бета-лактамное кольцо этих препаратов. Данный механизм является одним из ведущих для таких клинически значимых возбудителей, как Staphylococcus aureus, Haemophilus influenzae, Moraxella catarrhalis, Escherichia coli, Klebsiella pneumoniae, Bacteroides fragilis. В целях его преодоления были получены соединения, инактивирующие бета-лактамазы.

Добавление ингибиторов бета-лактамаз (клавулановая кислота, сульбактам, тазобактам) к ампициллину, амоксициллину, тикарциллину или пиперациллину делает их активными в отношении многих видов бактерий, образующих бета-лактамазы.

## Продукция бета-лактамаз
Продукция бета-лактамаз находится под контролем хромосомальных или плазмидных генов и их выработка может быть индуцирована антибиотиками или опосредована конституциональными факторами в росте и распределении бактериальной резистентности, с которыми плазмиды переносят генетический материал. То есть плазмид-ассоциированные энзимы относятся к основным факторам, определяющим бактериальную резистентность.

## Антибактериальная активность
Значительно менее известен тот факт, что ингибиторы бета-лактамаз имеют собственную антибактериальную активность. Но показано, что клавулановая кислота проявляет минимальную, среднюю и большую активность в отношении нескольких бактерий (см. клавулановая кислота).

Ингибиторы бета-лактамаз
Клавулановая кислота
Сульбактам
Тазобактам
Авибактам (2015)
Vaborbactam (2017)
Relebactam (2019)
Дурлобактам (2023)
Энметазобактам (2024)